# Гнідковський Михайло
Отець Миха́йло Гнідко́вський (1789 — 27 травня 1861, Мостище, Калуський повіт, Стрийський округ, Королівство Галичини та Володимирії, Австрійська імперія) — український галицький громадсько-політичний і церковний діяч, священник УГКЦ.
Висвячений у 1818 році.
Спочатку був парохом у Підгірках, з 1842 р. у Мостищі.
Обраний послом (депутатом) австрійського установчого парламенту від Войнилівського виборчого округу.
7 березня 1849 року парламент був розпущений і парламентарі втратили повноваження.